# Metzneria torosulella
Metzneria torosulella is een vlinder uit de familie tastermotten (Gelechiidae). De wetenschappelijke naam is voor het eerst geldig gepubliceerd in 1893 door Rebel.
De soort komt voor in Zuid-Europa en Tunesië.